# Lucca Borges de Brito
Lucca Borges de Brito, genannt Lucca, (* 14. Februar 1990 in Alto Parnaíba, MA) ist ein brasilianischer Fußballspieler.

## Karriere
Lucca durchlief in seiner Jugendzeit verschiedene Vereine, bis er 2009 zum Criciúma EC kam. Im Jahr 2010 bekam Lucca seine ersten Einsätze in der Profimannschaft des Vereins. Aber bereits im dritten Spiel in der Série C zog er sich einen Kreuzbandriss im rechten Knie zu und fiel für die gesamte Saison aus. Lucca kehrte im folgenden Jahr zurück, fiel aber nach einem Schlüsselbeinbruch wieder aus. Am 27. Juni 2011 wurde Lucca an Chapecoense nach Chapecó ausgeliehen, um in der Série C wieder in Form zu kommen.
Zur Saison 2012 kam Lucca zu seinem Stammverein zurück, um beim Ziel des Aufstiegs in die Série A mitzuhelfen. Bevor er sich erneut einen Kreuzbandriss zuzog, dieses Mal im linken Knie, konnte er in 26 Spielen elf Tore erzielen. Diese Leistung weckte das Interesse an einer Verpflichtung des Spielers durch Vereine wie CR Flamengo, Cruzeiro EC, SC Corinthians.
Der Spieler nahm ein Angebot von Cruzeiro an, ab dem Jahr 2013 für den Verein aufzulaufen. Am 22. Mai 2013 gab Lucca im Copa do Brasil sein Comeback. Zum Gewinn der dritten Meisterschaft durch Cruzeiro konnte der Spieler nur wenig beitragen. Er stand nur einmal in der Startelf, saß 28-mal mit auf der Ersatzbank und wurde achtmal eingewechselt. Ein Tor gelang ihm nicht.
Am 15. Januar 2014 kehrte Lucca auf Leihbasis zu seinem Stammverein zurück. September 2015 wurde Lucca an den SC Corinthians verliehen. Im folgenden Mai übernahm der Klub 60 % der Anteile des Spielers (50 % von Criciúma und 10 % von Cruzeiro). Lucca erhielt einen Vertrag über drei Jahre. Obwohl 2015 und 2016 regelmäßig für Corinthians auflief, wurde Lucca für die Saison 2017 an den AA Ponte Preta ausgeliehen. Auch 2018 lief Lucca zunächst für Corinthians auf, wurde aber im April an SC Internacional bis Ende Juli 2019 ausgeliehen. Bereits im September des Jahres schloss sich ein weiteres Leihgeschäft an. Lucca kam zum al-Rayyan SC nach Katar. Nach Ablauf der Saison kehrte Lucca nach Brasilien zurück. Dort wurde er erneut bis Juli 2020 an den EC Bahia ausgeliehen. Die Leihe wurde nach Ende der Saison 2019 vorzeitig beendet. Lucca ging im Januar wieder nach Katar, wo er bei Leihspieler al-Khor SC unterzeichnete. Im September des Jahres ging Lucca nach Brasilien zurück. Hier wechselte er fest zum Fluminense FC.
Im Januar 2022 wurde der Wechsel von Lucca zu Ponte Preta bekannt, bei dem er bereits 2017 aktiv war. Hier stand er bis Ende 2022 unter Vertrag. Im Dezember 2022 zog es ihn nach Thailand, wo er einen Vertrag beim Erstligisten Lamphun Warriors FC unterschrieb. Nach insgesamt 14 Ligaspielen wurde sein Vertrag im Dezember 2023 nicht verlängert. Im Januar 2024 kehrte er in seine Heimat zurück. Hier schloss er sich Grêmio Novorizontino in Novo Horizonte an. In der Série B 2024 erreichte der Klub den fünften Platz und verpasste damit den Aufstieg in die Série A 2025 um einen Punkt.

## Erfolge
Cruzeiro
- Campeonato Brasileiro: 2013

Corinthians
- Campeonato Brasileiro: 2015
- Staatsmeisterschaft von São Paulo: 2018